# Autostrada A23 (Francja)

Autostrada A23 (fr. Autoroute A23) – autostrada w północnej Francji.